# Salvador Carreres Zacarés
Salvador Carreres Zacarés (València, 13 de juny de 1882 - València, 17 de gener de 1973) va ser un historiador valencià.
Va llicenciar-se en Dret i Filosofia i Lletres per la Universitat de València i es va doctorar l'any 1908 per la Universitat Central amb el treball Tratados entre Castilla y aragón para el reparto de la Reconquista, tesi que va ser publicada aquell mateix any. Era fill del bibliòfil Carreres Vayo, en col·laboració amb el qual va assolir reunir una de les biblioteques sobre temes valencians més completes de la seua època. Va ser cronista oficial de la ciutat de València i membre de diverses acadèmies i institucions científiques i culturals, entre elles de la Institució Alfons el Magnànim i de l'Acadèmia de Bones Lletres de Barcelona.
Va ser un dels signataris de les Normes de Castelló.
Fou el pare de l'escriptor Francesc Carreres de Calatayud.

## Obres
Llista no exhaustiva
- 1909 Les falles de Sant Joseph. Col·lecció dels llibrets que escrigué Joseph Bernat i Baldoví
- 1924 Exequias regias en Valencia (1276-1410)
- 1926 Ensayo de una Bibliografía de libros de Fiestas celebradas en Valencia y su antiguo Reino, dos toms
- 1927 Fray Dionisio Fabregat y Salvador
- 1929 Cruces terminales de la Ciudad de Valencia
- 1930 Notes per a la Història dels Bandos de Valencia
- 1930 El Colegio de San Pablo de la Compañía de Jesús
- 1935 Llibre de Memories de diversos sucesos e fets memorables e de coses çenyalades de la Ciutat e Regne de Valencia (1308-1644) amb una introducció i notes
- 1935 La Valencia de Ferrer
- 1935 Els casilicis dels ponts del riu de Valencia
- 1935 L'Afermamosos, institució valenciana del segle XV
- 1941 Fiestas celebradas en conmemoración del séptimo centenario de la Conquista de Valencia por el rey Jaime I de Aragón
- 1943 El portal de Ruzafa
- 1944 San Vicente Ferrer, la casa Vestuario y el reloj mayor
- 1946 Higiene y Sanidad medievales
- 1946 Homenaje a Alfonso el Magnánimo
- 1948 El portal del Mar
- 1950 La primitiva Taula de Canvis de Valencia
- 1951 Juan Bautista Vives, agente de la ciudad de Valencia en Roma
- 1952 Valencia en la época de Don Fernando el Católico
- 1954 Cruz llamada de la Torre de Santa Catalina
- 1955 El culto en la Casa Natalicia
- 1956 Los misterios del Corpus de Valencia
- 1957 Las Rocas
- 1957 La Taula de Canvis de Valencia. 1408-1719
- 1958 El patio de los naranjos de la Lonja de Valencia
- 1959 Els cirialots i la casa de les Roques
- 1960 Los gigantes de la procesión del Corpus
- 1961 El Corpus valenciano a través de tres romances y una oda
- 1963 Los Jurados de Valencia y Luis de Santángel. Notas sobre política económica